# Privilege – idol och rebell
Privilege – idol och rebell (engelska: Privilege) är en brittisk dramafilm från 1967 i regi av Peter Watkins, med Paul Jones och Jean Shrimpton i huvudrollerna. Den utspelar sig i ett framtida förtryckarsamhälle där en popsångare och tonårsidol får nog av hur han används av regimen i propagandasyfte. Filmen är en fiktiv dokumentärfilm. En viktig stilistisk förebild var dokumentären Lonely boy, där Paul Ankas liv som tonårsidol skildras.

## Handling
I en nära framtid har Storbritanniens två politiska block gjort en överenskommelse för att kunna kväsa all opposition. Steven Shorter är landets populäraste popsångare och används av regimen för att avleda massan från politisk aktivitet. Han övervakas dygnet runt och ledsagas av en manager, en PR-agent, en skivbolagschef och en finansiär.
Efter en överenskommelse mellan regeringen och landets kyrkor tas en ny stil fram åt Shorter, som genom en messiansk persona hoppas kunna göra befolkningen ännu mindre intresserad av oppositionsyttringar. Den nya stilen lanseras vid en stor arenakonsert med militaristisk inramning och ett budskap om vikten av politisk konformitet. Efteråt ser Shorter upptagningar från konserten och blir äcklad och ursinnig.
Under en prisceremoni bryter Shorter samman och skäller ut publiken som inte lyckats se igenom hans charad. Allmänheten reagerar negativt på detta och Shorters popularitet dalar snabbt. Hans musik blir bannlyst och han förbjuds att uppträda offentligt.

## Medverkande
- Paul Jones som Steven Shorter

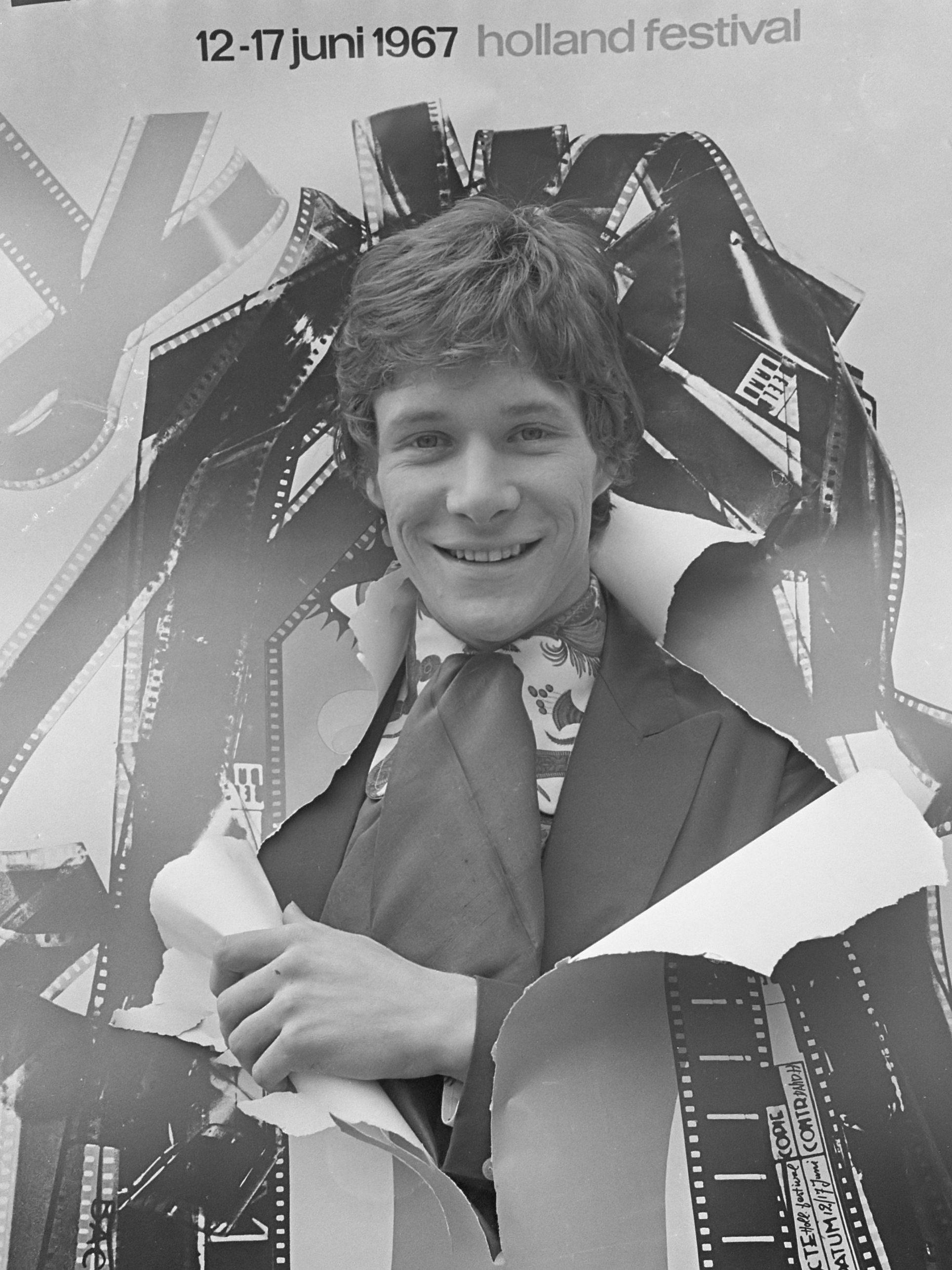
Paul Jones, 1967.

- Jean Shrimpton som Vanessa Ritchie
- Mark London som Alvin Kirsch
- Max Bacon som Julie Jordan
- Jeremy Child som Martin Crossley
- William Job som Andrew Butler

## Visningar
Filmen hade brittisk premiär den 28 februari 1967. Den hade Sverigepremiär den 4 september 1967.

## Eftermäle
En av sångerna från filmen spelades in av Patti Smith under titeln Privilege (set me free), som finns på albumet Easter från 1978. Smiths version nådde plats 72 på den brittiska singellistan.